# 赤裸红唇
《赤躶红唇》（英語：Conspiracy），2000年上映的香港电影，导演何澍培，主演陈明君、雷宇扬、谢天华、颜仟汶、黎彼得、施介强。

## 剧情
该片讲述一群成年男女之间的不伦之恋。

## 演出
| 演员   | 角色   | 备注 |
| 陈明君 | 陶美芝 |      |
| 雷宇扬 | 周定強 |      |
| 谢天华 | 楊文安 |      |
| 颜仟汶 | 李秀朗 |      |
| 黎彼得 | 警官   |      |
| 施介强 | 警察   |      |
| 谷峰   | 谷偉成 |      |

## 制作
颜仟汶是一名三级片影星，2004年退出影视圈。
谢天华参演该片。

## 外部連結
- 香港影庫上《赤裸红唇》的資料（繁體中文）
- 时光网上《赤裸红唇》的資料（简体中文）
- 豆瓣电影上《赤裸红唇》的資料 （简体中文）
- AllMovie上《赤裸红唇》的资料（英文）
- 互联网电影数据库（IMDb）上《赤裸红唇》的资料（英文）